# Hl. Drei Könige (Hebborn)

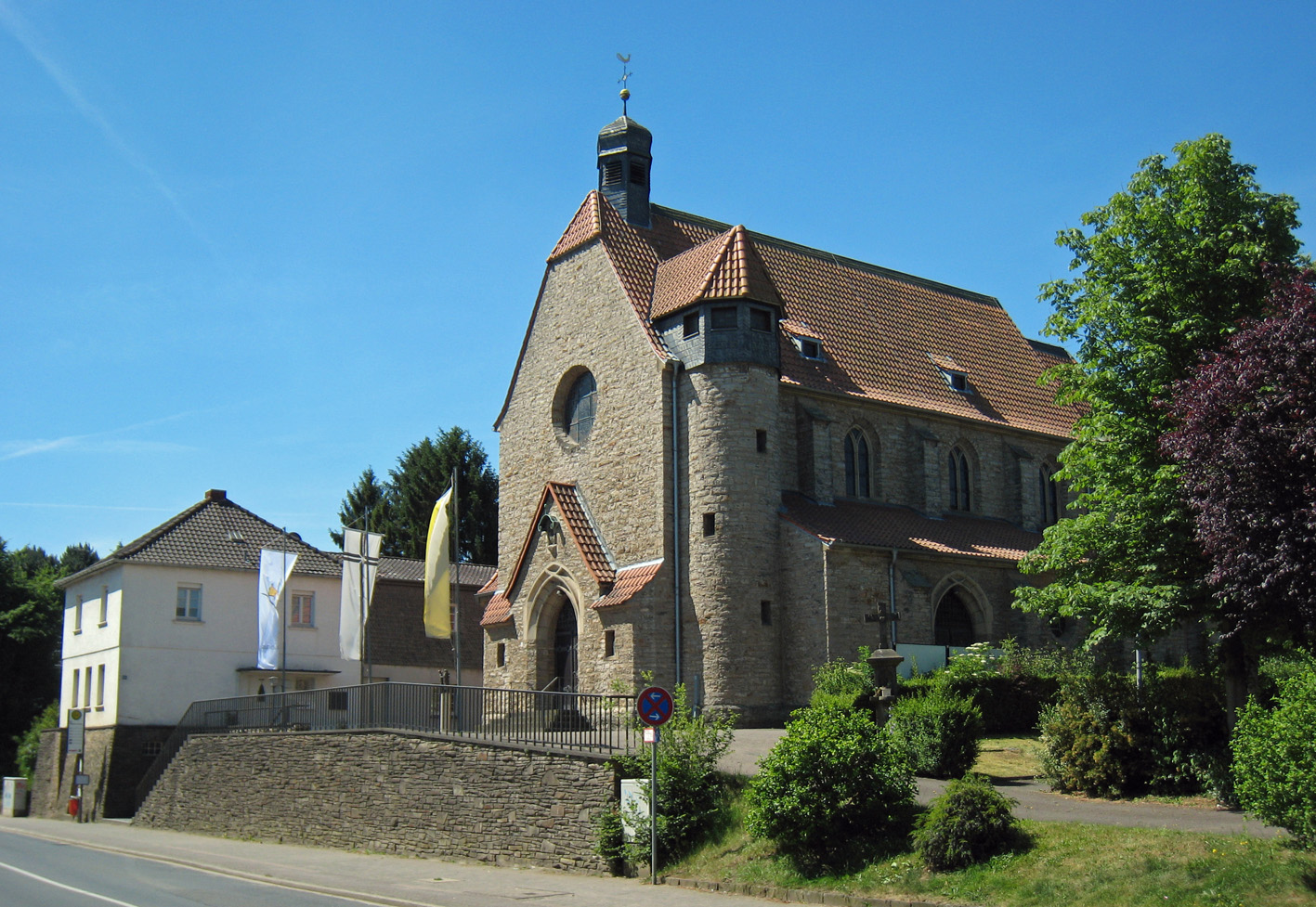
Hl. Drei Könige in Hebborn

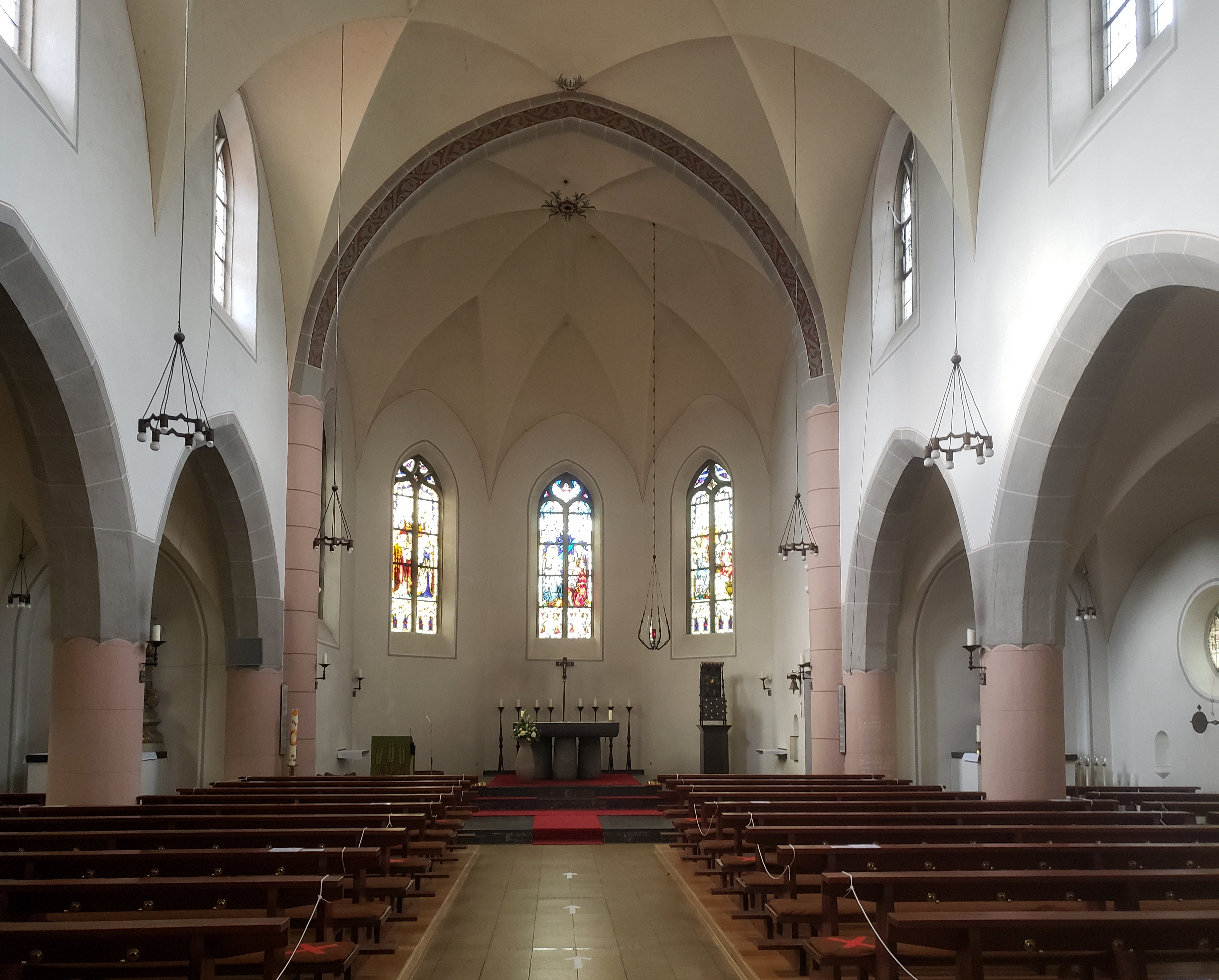
Blick durch das Langhaus Richtung Chor

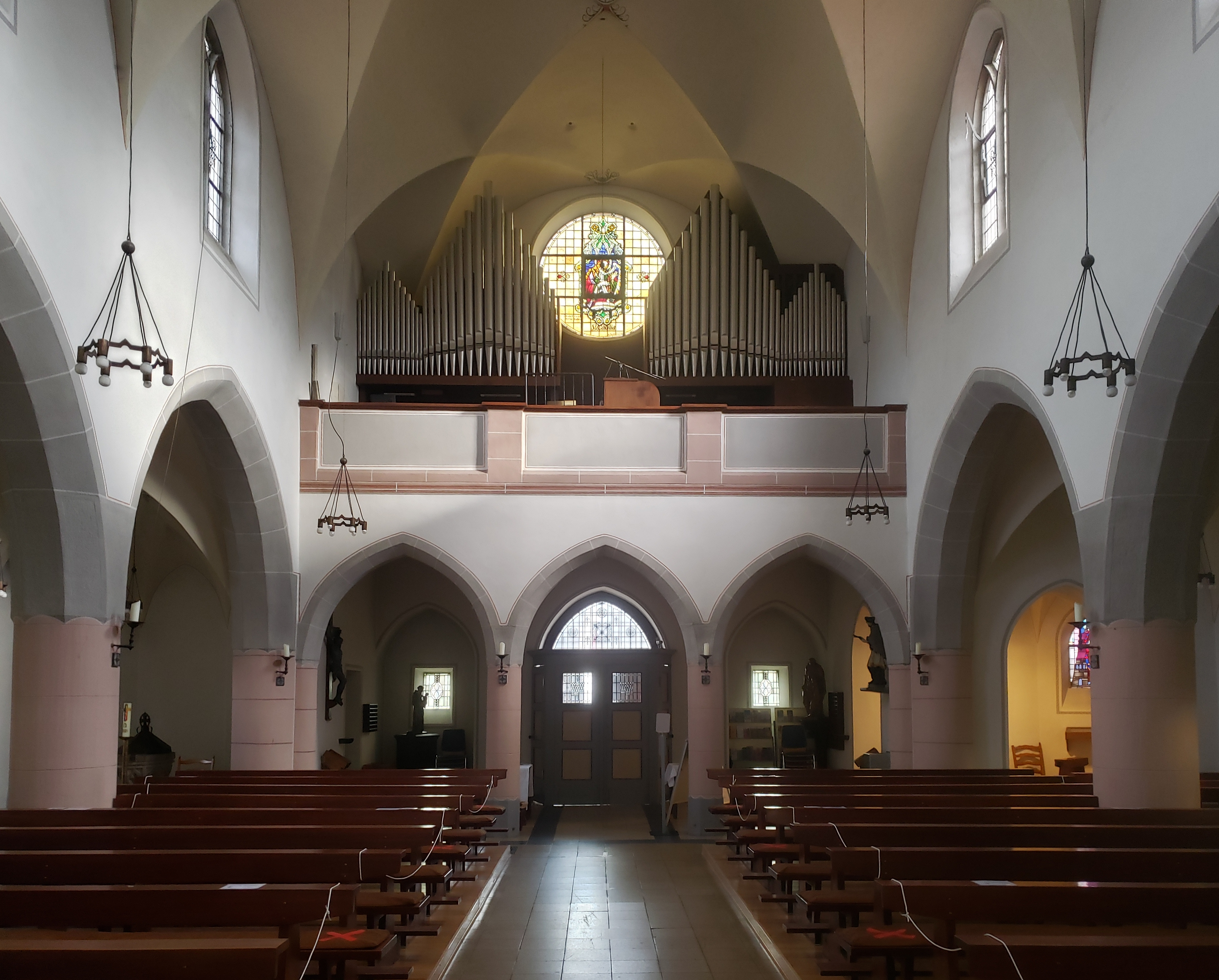
Blick zur Klais-Orgel

Die Kirche Hl. Drei Könige steht im Stadtteil Hebborn von Bergisch Gladbach im Rheinisch-Bergischen Kreis. Sie gehört zur römisch-katholischen Pfarrgemeinde St. Laurentius im Kreisdekanat Rheinisch-Bergischer Kreis (Erzbistum Köln).

## Geschichte
Die Kirche in Hebborn wurde Anfang des 20. Jahrhunderts an der Odenthaler Straße 259 als dreischiffige neugotische Kirche nach den Plänen des Kölner Architekten Eduard Endler erbaut. Am 2. Juni 1912 erfolgte die Kirchweihe. Abweichend von den Plänen des Architekten, wonach ein großer Glockenturm mit Spitze vorgesehen war, erhielt die Kirche einen kleinen zwiebelförmigen Dachreiter mit nur zwei Glocken. Dadurch hat sie eine ungewöhnliche und unverwechselbare Silhouette. Hl. Drei Könige war die Pfarrkirche der gleichnamigen Pfarrei in Hebborn. Das Patrozinium wurde auf Vorschlag von Pfarrer Josef Römer gewählt, weil 1880 der Kölner Dom vollendet worden war, in dem die Gebeine der heiligen Drei Könige verehrt werden.
Zum 1. Januar 2009 fusionierte die Pfarrei Hl. Drei Könige mit der Nachbarpfarrei St. Marien in Gronau und der Innenstadtpfarrei zur Pfarrgemeinde St. Laurentius mit der Pfarrkirche St. Laurentius. Seitdem ist Hl. Drei Könige in Hebborn nicht mehr Pfarrkirche.
Im Januar 2009 wurde eine moderne Drei-Königs-Skulptur des Hebborner Künstlers Walter Jansen geweiht und links vor dem Hauptportal der Kirche aufgestellt. Sie stellt die Figuren der drei Könige als Gottessucher und Symbol für das pilgernde Volk Gottes – ein Bild des Zweiten Vatikanischen Konzils.

## Orgel
Die Orgel wurde 1926 durch Johannes Klais Orgelbau mit der Opuszahl 668 errichtet. 1960 erfolgte eine Neobarockisierung der Disposition und 1980 die Elektrifizierung der Traktur. 2006 folgte eine Restaurierung und Rekonstruktion der originalen Disposition durch Orgelbau Fasen. Das Instrument verfügt über 13 klingende Register, die auf zwei Manuale und Pedal verteilt sind.
| I Hauptwerk C–g3 |               |       |
| 1.               | Principal     | 8′    |
| 2.               | Konzertflöte  | 8′    |
| 3.               | Dulciana      | 8′    |
| 4.               | Geigenoktave  | 4′    |
| 5.               | Mixtur III–IV | 2 ⁄3′ |

| II Nebenwerk C–g3 |                 |    |
| 6.                | Geigenprincipal | 8′ |
| 7.                | Bordunalflöte   | 8′ |
| 8.                | Äoline          | 8′ |
| 9.                | Vox coelestis   | 8′ |
| 10.               | Traversflöte    | 4′ |
| 11.               | Horn            | 8′ |

| Pedal C–f1 |             |     |
| 12.        | Subbass     | 16′ |
|            | Zartbass A1 | 16′ |
| 13.        | Octavbass   | 8′  |

- Koppeln: II/I, II/I Super, II/I Sub, I/P, II/P
- Spielhilfe: 2 freie Kombinationen, Piano, Mezzoforte, Forte, Tutti

## Baudenkmal
Die Pfarrkirche Hebborn ist als Denkmal Nr. 130 in die Liste der Baudenkmäler in Bergisch Gladbach eingetragen.